# 조이 라이드 (2023년 영화)
《조이 라이드》(영어: Joy Ride)는 2023년 개봉한 미국의 코미디 영화로, 각본가 아델 림의 감독 데뷔작이다.

## 줄거리
중국계 입양아 오드리 설리번은 백인 부모 밑에서 자랐으며, 어릴 적부터 단짝 친구인 로로 첸과 함께 워싱턴 주에서 살고 있다. 성공을 좇는 변호사인 오드리는 중국 사업가와의 계약을 성사시키면 파트너 승진을 약속받는다. 로로, 그리고 로로의 사촌이자 케이팝에 열광하는 사회성 부족한 바네사(별명 '데드아이')와 함께 중국으로 향한다.
베이징에서 오드리는 대학 시절 룸메이트이자 인기 드라마 배우인 캣을 만난다. 캣은 과거 문란한 생활을 했지만 현재는 결혼을 앞두고 순결을 지키는 기독교인 약혼자와 결혼을 준비 중이다. 오드리 일행은 사업가 차오를 만나지만, 차오는 오드리의 친가족에 대해 알아야 사업을 진행하겠다고 한다. 오드리는 친가족과 연락한 적이 없지만 로로는 입양기관을 통해 친어머니를 찾았다고 거짓말을 한다. 오드리는 계약을 성사시키기 위해 친어머니를 만나 차오의 파티에 데려가기로 결심한다.
일행은 입양기관으로 향하는 기차에서 마약 밀매업자와 같은 칸에 타게 된다. 마약 단속을 피하려 코카인을 대량으로 흡입하고 쫓겨난 후, 시골에 고립된다. 로로는 중국에서 농구 경기를 하는 전직 NBA 스타 배런 데이비스에게 도움을 요청하지만, 다음 날 밤 그들로 인해 선수들이 부상을 입어 차편을 얻지 못한다. 히치하이킹 끝에 입양기관에 도착한 오드리는 친어머니가 중국인이 아닌 한국인이라는 사실을 알게 된다.
마지막 기회를 잡기 위해 데드아이의 온라인 친구가 한국 서울행 개인 제트기를 마련해주지만, 여권이 없어 한국 아이돌 그룹인 척 하며 국경을 통과한다. 로로가 "WAP" 아이돌 공연을 인스타그램 라이브로 중계하던 중, 캣의 치마가 벗겨져 음부의 큰 악마 문신이 공개된다. 결국 그들은 배를 타고 한국 본토로 건너간다.
로로의 라이브 방송은 순식간에 퍼져나가고, 캣의 문신이 알려지면서 차오와의 계약은 파기되고 오드리는 직장에서 해고된다. 캣은 드라마 계약과 약혼자 클레런스와의 관계에 위기를 겪고, 네 사람은 다투고 헤어진다.
오드리는 친어머니가 사망했다는 사실을 알고 무덤을 찾는다. 거기서 친어머니의 남편인 대한을 만나고, 대한은 친어머니가 죽기 전 오드리를 위해 남긴 영상을 보여준다. 친구들이 오드리를 무덤에서 찾을지도 모른다는 정보를 대한에게 알려줬다는 사실도 알게 된다. 한편 캣은 클레런스와 화해하고, 로로는 오드리 집에서 이사를 가고, 오드리는 시애틀로 돌아와 로로, 데드아이와 화해한다.
1년 후, 오드리, 로로, 캣, 데드아이는 절친 여행을 위해 파리에 모인다. 오드리는 자신의 로펌을 시작하고, 로로는 식당에서 일하며 예술 작품을 팔고, 데드아이는 논바이너리 정체성을 받아들였고, 캣은 배우 활동을 재개하고 클레런스와 결혼을 계획한다.

## 출연

### 주연
- 애슐리 박 - 오드리 역
- 셰리 콜라 - 롤로
- 스테퍼니 슈 - 캣
- 사브리나 우 - 데드아이

### 조연
- 로니 쳉
- 로리 탄 친
- 데이비드 덴먼 - 조 설리반
- 애니 머멀로 - 메리 설리반
- 데즈먼드 참
- 알렉산더 호지
- 크리스 팡 - 케니
- 데비 팬 - 제니 첸
- 니콜라스 카렐라 - 케빈